# Richard Johann Dietrich

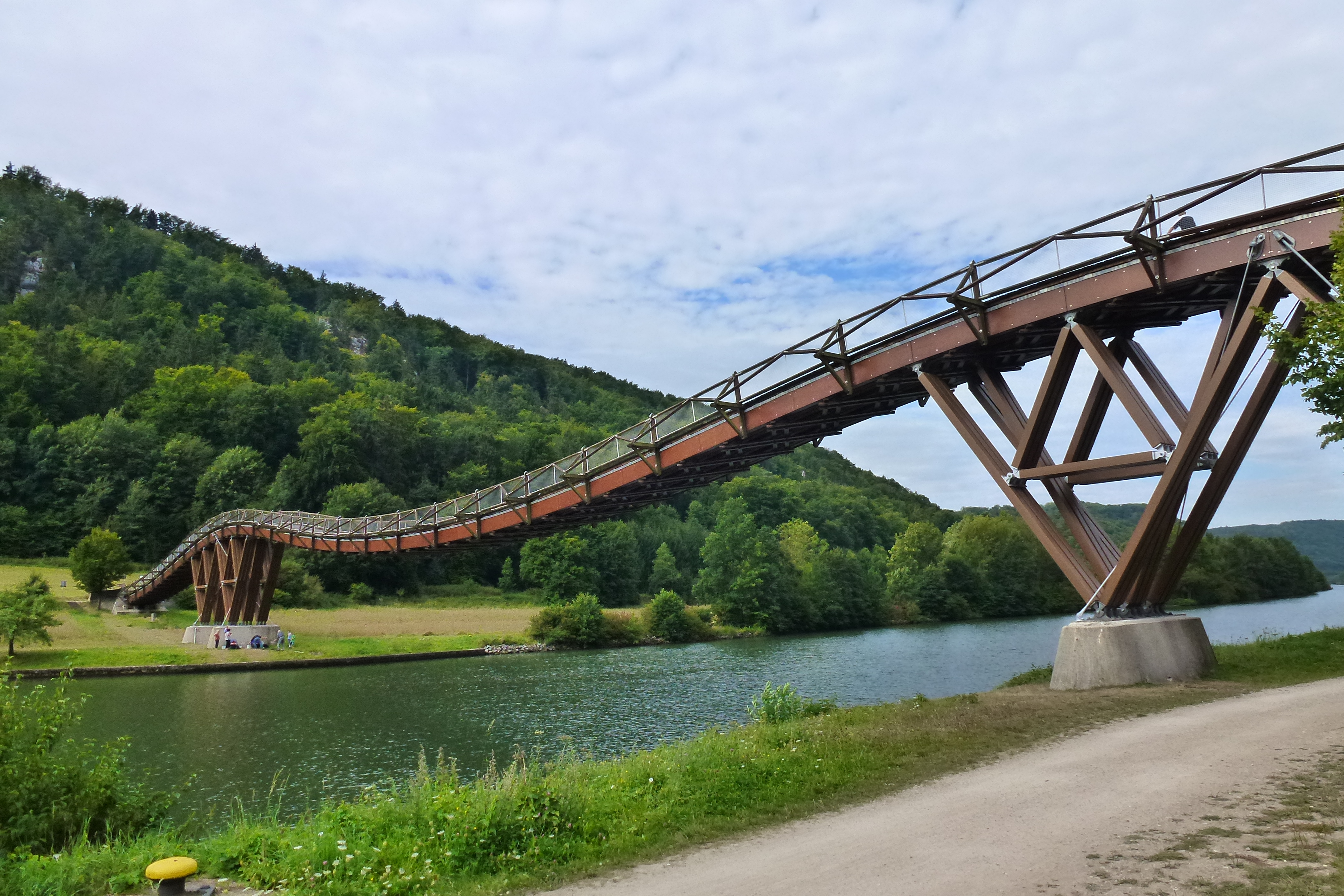
Holzbrücke bei Essing

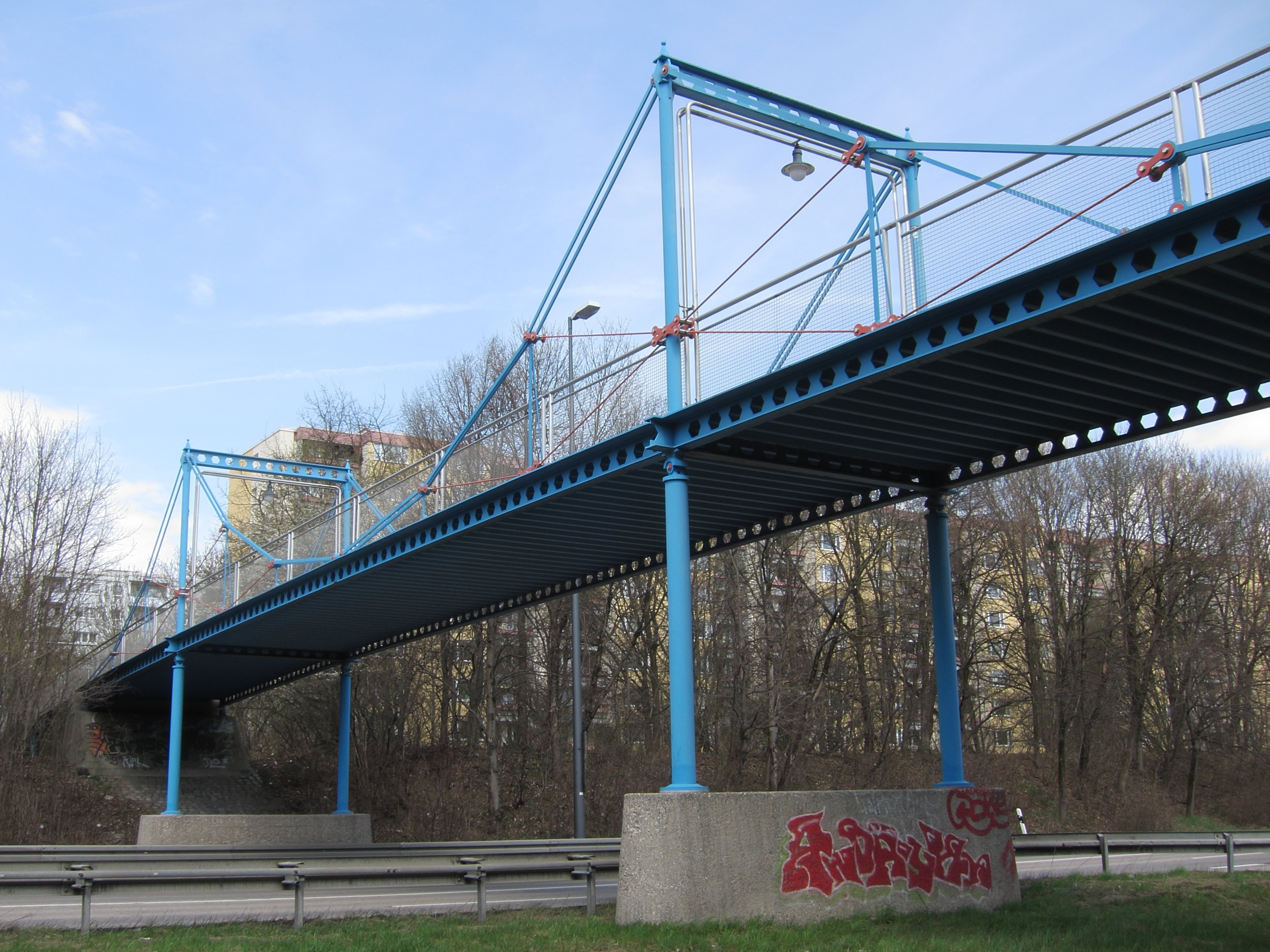
Kettenbrücke Neuperlach

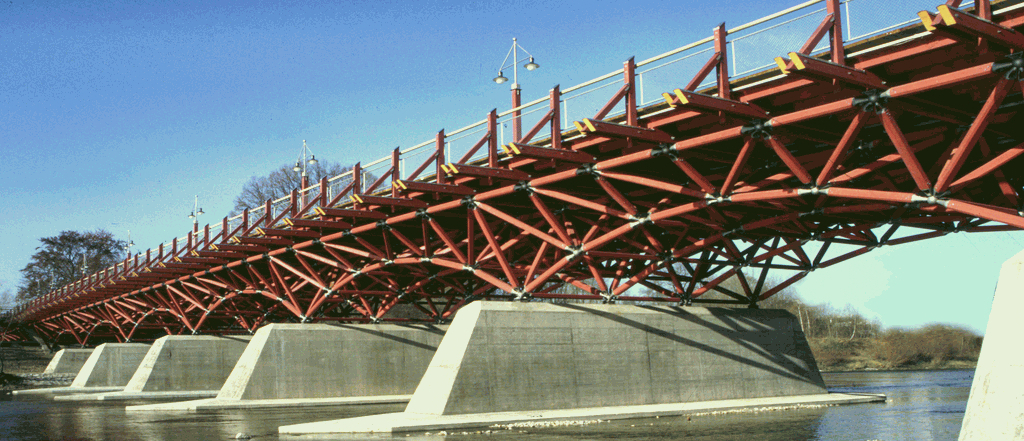
Thalkirchner Brücke

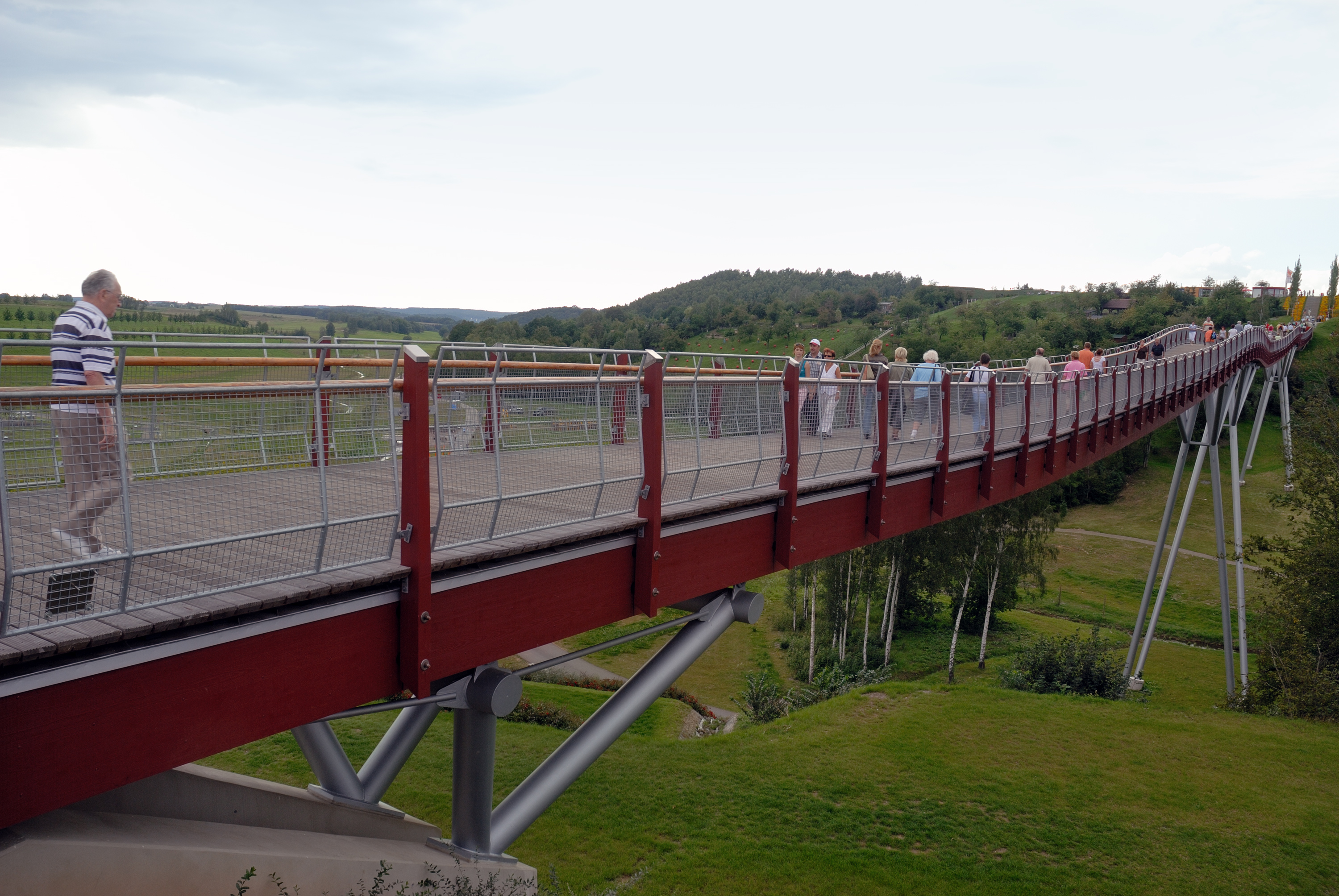
Drachenschwanz

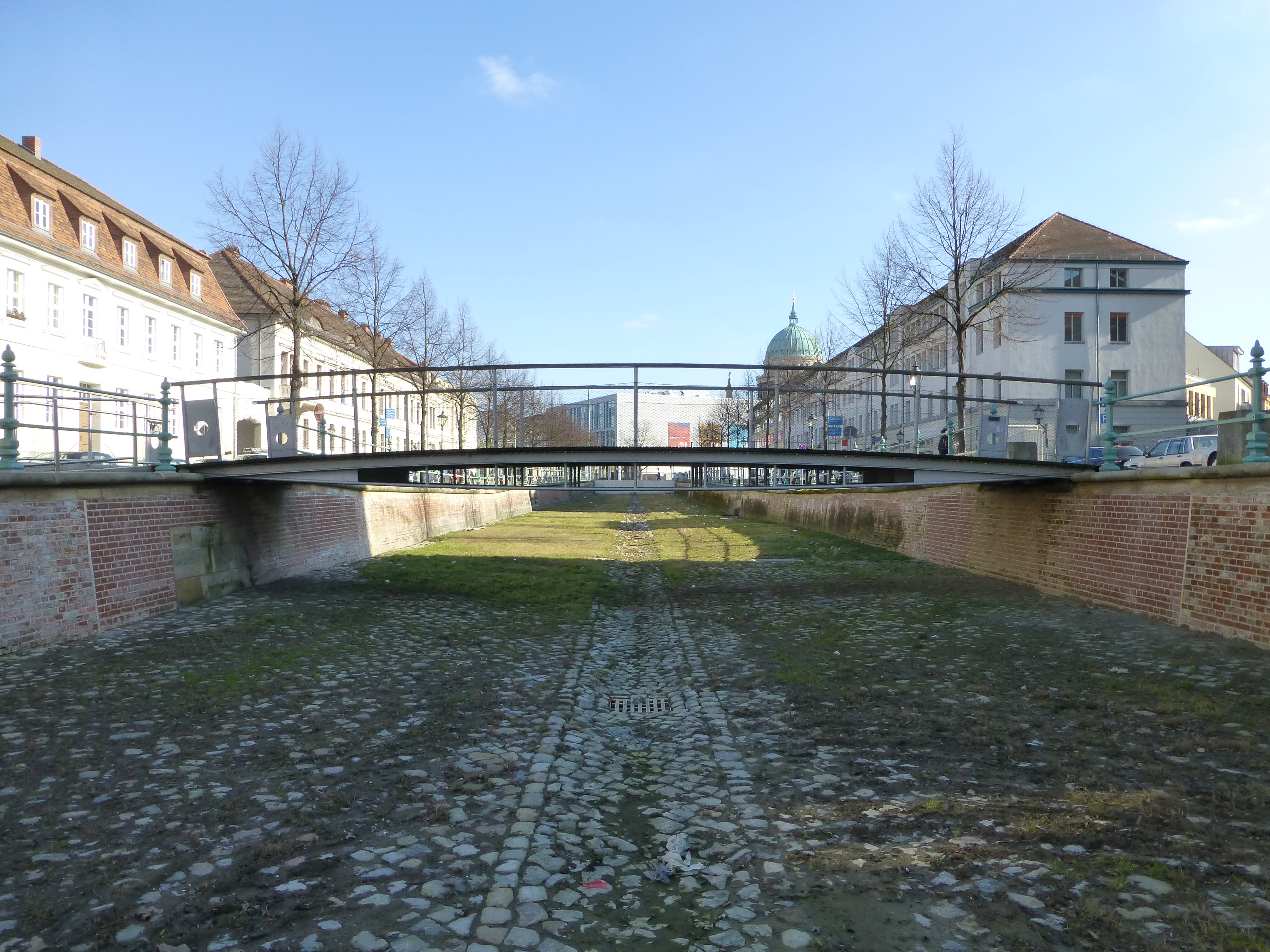
Ladenbergbrücke, Potsdam

Richard Johann Dietrich (* 29. Dezember 1938 in München; † November 2019) war ein deutscher Architekt und Bauingenieur. Bekannt wurden besonders seine Brückenbauten.

## Leben
Dietrich besuchte nach dem Tod seines Vaters 1950 das Aloisiuskolleg in Bad Godesberg. Von 1960 bis 1966 studierte er Architektur an der TU München, unter anderen bei Gerd Albers. Bis 1967 schloss sich ein USA-Stipendium an, als Studium des Bauingenieurwesens an der University of Southern California. Zu der Zeit arbeitete er im Team von Konrad Wachsmann (1901–1980) in Los Angeles.
Von 1965 bis 1974 entwickelte Dietrich das Metastadt-Bausystem, die Vision eines Städtebaus der Zukunft, realisiert mit den Firmen OKAL und Thyssen.
1969 gründete er ein Architekturbüro in München, das seit 1972 auch im Hof Bergwiesen bei Traunstein tätig war. 1975 war er Mitbegründer des ersten Instituts für Baubiologie in Rosenheim, die Realisierung eines biologisch-ökologischen Hauses folgte 1978 in Wasserburg. 1978 wurde Dietrich für eine Brücke über den Main-Donau-Kanal bei Essing beauftragt, die 1986 als Holz-Spannband-Brücke vollendet wurde. Es folgten zahlreiche Brückenbauten in Holz und Stahl, Solarhäuser und Stadtteilplanungen.
1984 baute er ein Öko-Solar-Demonstrationshaus für die Stadt München. 1985 wurde er Lehrbeauftragter an verschiedenen Hochschulen in Deutschland, den USA, Kanada, Japan und Korea.
Er ergänzte ein Zitat von Otto Wagner: 

„...schön sein kann nur, was konstruktiv richtig ist.“

„...aber nicht alles, was konstruktiv richtig ist, ist allein deshalb schön!“

## Bauwerke und Projekte

### Entwurf und Ausführungsplanung
- Amperkanal-Brücke Fürstenfeldbruck[7]
- Brücke über die Traunauen, Traunstein
- Holzbrücke bei Essing, die zweitlängste Holzbrücke Europas
- Fußgängerbrücke in Weiden in der Oberpfalz
- Kirchbergbrücke als Fußgängerbrücke über den Schleusenkanal, Rathenow
- Fußgängerbrücke über die Wublitz, Werder (Havel)
- Geh- und Radwegbrücke Zirndorf
- Kettenbrücke Neuperlach
- Ladenbergbrücke, Potsdam
- Raumseilbrücke über den Mittleren Ring, München
- Thalkirchner Brücke, München
- Würmbrücke Krailling
- Luitpoldbrücke in Bamberg
- Loisachbrücke Eschenlohe
- Drachenschwanz (2006), die längste Holzbrücke Europas

### Entwurf
- Geh- und Radwegbrücke Traunauen, Traunstein[7]
- Geh- und Radwegbrücke Traunreut
- Luitpoldbrücke, Bamberg
- Neue Achenbrücke, Marquartstein
- Pinslsteg, Trostberg
- Sankt-Emmeram-Brücke, Schwabing-Freimann

## Mitgliedschaft
- Qualitätsgemeinschaft Holz-Brückenbau e.V.[8]

## Veröffentlichungen
- Richard J. Dietrich: Faszination Brücken. Baukunst – Technik – Geschichte. 1. Auflage, Callwey, München 1998, ISBN 3-7667-1326-4; 2. Auflage, Callwey, München 2001, ISBN 3-7667-1511-9; 3. Auflage, Ernst & Sohn, Berlin 2017, ISBN 978-3-433-03180-3.
- Richard J. Dietrich: Brücken – Gestalt und Detail / Bridges – Design and Detail. In: Detail – Zeitschrift für Architektur + Baudetail. Band 39, Nr. 8, Dezember 1999, S. 1421–1427.
- Richard J. Dietrich: Eine neue Brücke in Potsdam. Entwurf und Konstruktion. In: [Umrisse]. Band 1, Nr. 2, 2001, S. 42.
- Richard J. Dietrich: Neue Brücken über Isar und Traun. In: Brückenbau. Band 1, Nr. 2, 2009, S. 50.
- Richard J. Dietrich und Stefan Herion: Brücken mit Stahlrohrtragwerken gestalten und realisieren. Ernst & Sohn, Berlin 2017, ISBN 978-3-433-03015-8, S. 196.